# Farní sbor Českobratrské církve evangelické v Sokolově
Farní sbor Českobratrské církve evangelické v Sokolově je sborem Českobratrské církve evangelické v Sokolově. Sbor spadá pod Západočeský seniorát.
Sbor byl založen roku 1948. Jeho členskou základnu tvořili převážně čeští reemigranti. (Kazatelské stanice v Kynšperku nad Ohří a Kraslicích dějinně navazují na německé luterské sbory, které v těchto obcích existovaly do roku 1945. Dříve měl sbor kazatelské stanice i v Habartově - zde kostel předán římskokatolické církvi - a Libavském Údolí.)
Kazatelem sboru je Pavel Knorek, kurátorem sboru Mikuláš Zoubek.

## Fotogalerie

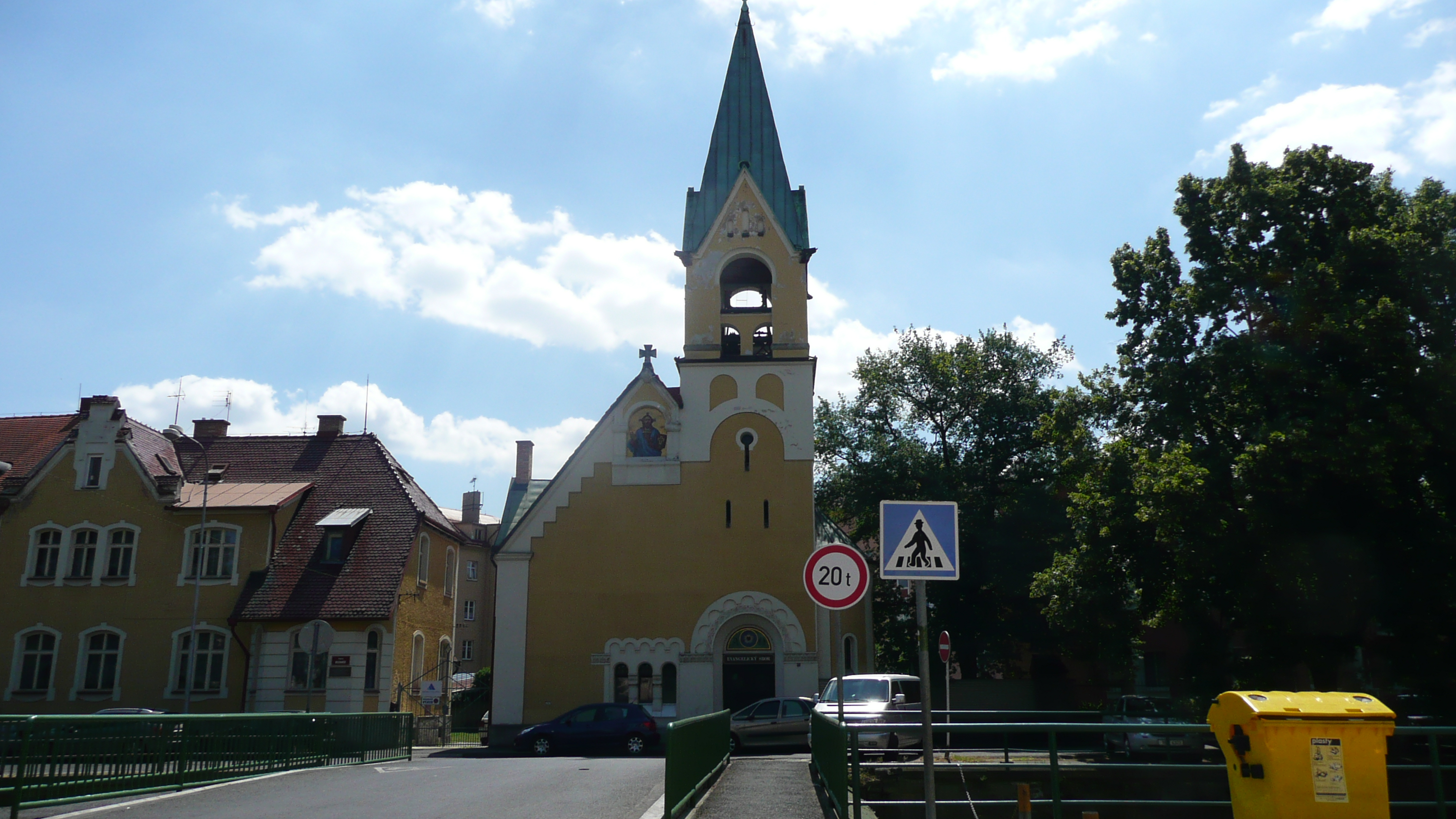
Evangelický kostel sv. Tomáše, Sokolov
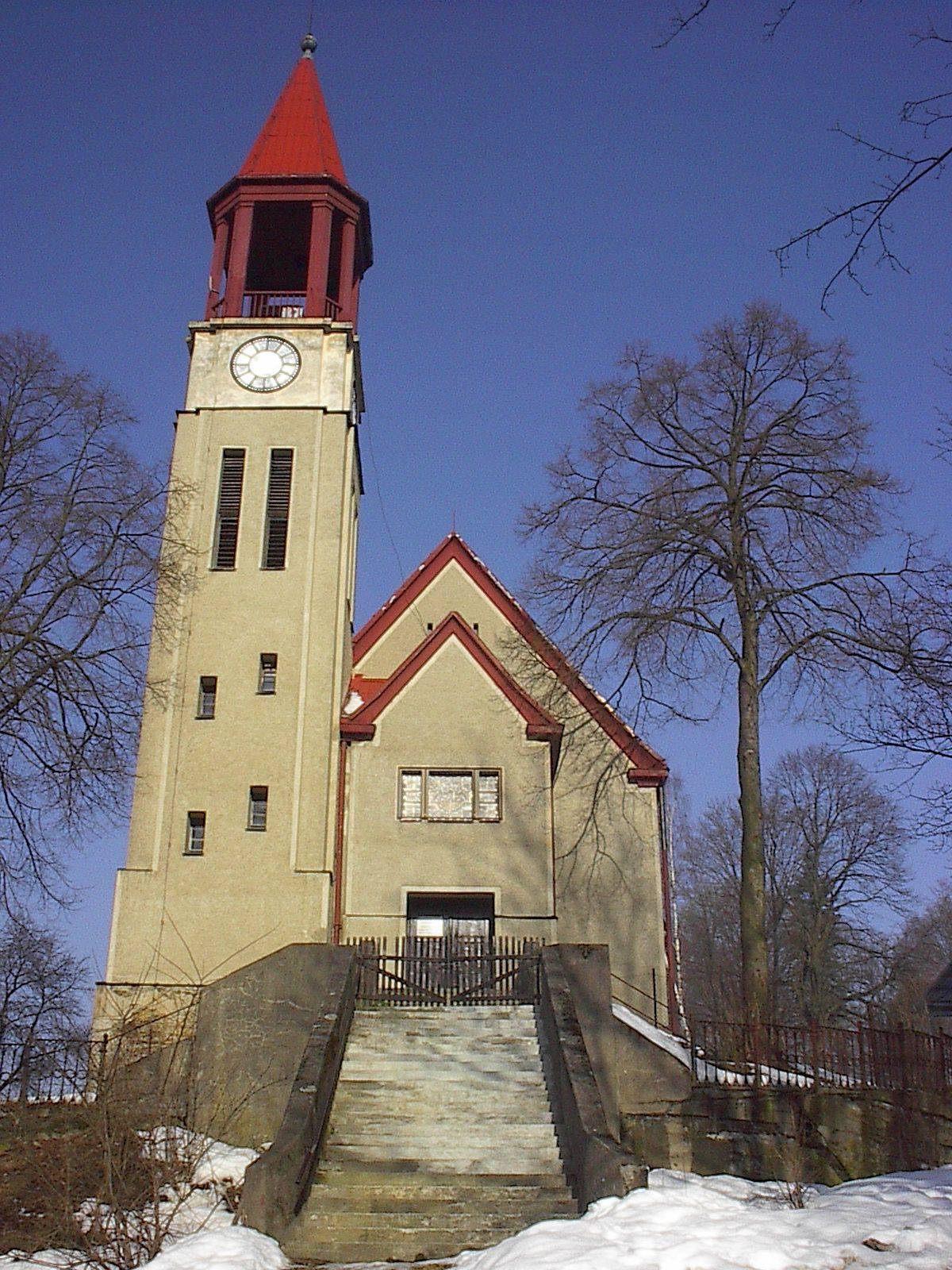
kazatelská stanice v Kraslicích na Sokolovsku
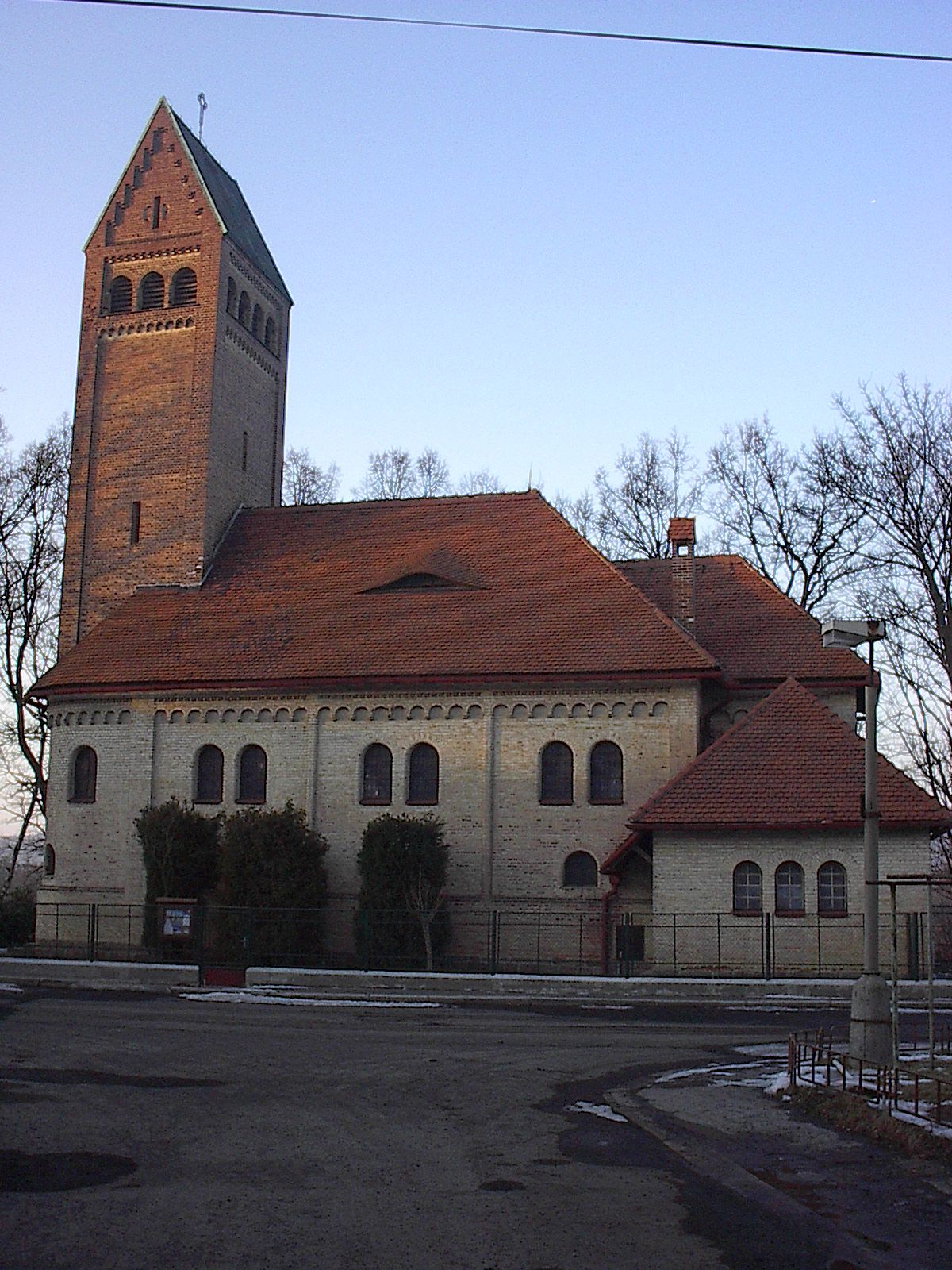
kazatelská stanice v Kynšperku nad Ohří

## Faráři sboru
- Vladimír Matička (1948-1981)
- Vilém Hovorka (1953-1986 diakon pro Kraslice)
- Lýdia Mamulová (1985–1990 diakonka pro Kraslice)
- František Pavlis (1986–1997)
- Pavel Knorek (2002-2028, jáhen; od 1. 3. 2020 farář)